# Odile Ahouanwanou
Odile Ahouanwanou (ur. 5 stycznia 1991 w Savalou) – benińska lekkoatletka specjalizująca się w biegach płotkarskich i wielobojach.
W 2012 reprezentowała Benin na igrzyskach olimpijskich w Londynie, podczas których odpadła w eliminacjach 100 metrów przez płotki. W 2014 zajęła 8. miejsce w siedmioboju podczas mistrzostw Afryki w Marrakeszu, a rok później zdobyła srebrny medal w odbywających się w Brazzaville igrzysk afrykańskich. W 2017 została mistrzynią igrzysk solidarności islamskiej w biegu na 100 metrów przez płotki. Dziewiętnasta wieloboistka światowego czempionatu w Londynie (2017).

## Osiągnięcia
| Rok  | Impreza                          | Miejsce      | Konkurencja                     | Pozycja     | Wynik     |
| ---- | -------------------------------- | ------------ | ------------------------------- | ----------- | --------- |
| 2012 | Igrzyska olimpijskie             | Londyn       | bieg na 100 metrów przez płotki | eliminacje  | 14,76     |
| 2014 | Mistrzostwa Afryki               | Marrakesz    | siedmiobój                      | 8. miejsce  | 4309 pkt. |
| 2015 | Igrzyska afrykańskie             | Brazzaville  | siedmiobój                      | 2. miejsce  | 5734 pkt. |
| 2017 | Igrzyska solidarności islamskiej | Baku         | bieg na 100 metrów przez płotki | 1. miejsce  | 13,55     |
| 2017 | Igrzyska solidarności islamskiej | Baku         | pchnięcie kulą                  | 5. miejsce  | 14,79     |
| 2017 | Mistrzostwa świata               | Londyn       | siedmiobój                      | 19. miejsce | 6020 pkt. |
| 2018 | Mistrzostwa Afryki               | Asaba        | siedmiobój                      | 1. miejsce  | 5999 pkt. |
| 2018 | Puchar interkontynentalny        | Ostrawa      | trójskok                        | 8. miejsce  | 11,29     |
| 2019 | Igrzyska afrykańskie             | Rabat        | bieg na 100 metrów przez płotki | eliminacje  | 14,42     |
| 2019 | Igrzyska afrykańskie             | Rabat        | skok wzwyż                      | 11. miejsce | 1,70      |
| 2019 | Igrzyska afrykańskie             | Rabat        | pchnięcie kulą                  | 3. miejsce  | 13,77     |
| 2019 | Mistrzostwa świata               | Doha         | bieg na 200 metrów              | eliminacje  | 24,05     |
| 2019 | Mistrzostwa świata               | Doha         | siedmiobój                      | 8. miejsce  | 6210 pkt. |
| 2021 | Igrzyska olimpijskie             | Tokio        | siedmiobój                      | 15. miejsce | 6186 pkt. |
| 2022 | Mistrzostwa Afryki               | Saint-Pierre | pchnięcie kulą                  | 4. miejsce  | 14,93     |
| 2022 | Mistrzostwa Afryki               | Saint-Pierre | siedmiobój                      | 1. miejsce  | 5756 pkt. |
| 2024 | Igrzyska afrykańskie             | Akra         | siedmiobój                      | 1. miejsce  | 5616 pkt. |
| 2024 | Mistrzostwa Afryki               | Duala        | siedmiobój                      | 1. miejsce  | 5777 pkt. |

## Rekordy życiowe
| Konkurencja                     | Wynik     | Miejsce  | Data            | Uwagi         |
| ------------------------------- | --------- | -------- | --------------- | ------------- |
| Bieg na 100 metrów przez płotki | 13,25     | Ratingen | 19 czerwca 2021 | rekord Beninu |
| Skok wzwyż                      | 1,79      | Akra     | 20 marca 2024   | rekord Beninu |
| Pchnięcie kulą                  | 15,79     | Ratingen | 19 czerwca 2021 | rekord Beninu |
| Siedmiobój                      | 6274 pkt. | Ratingen | 20 czerwca 2021 | rekord Beninu |